# Ossidazione di Jones

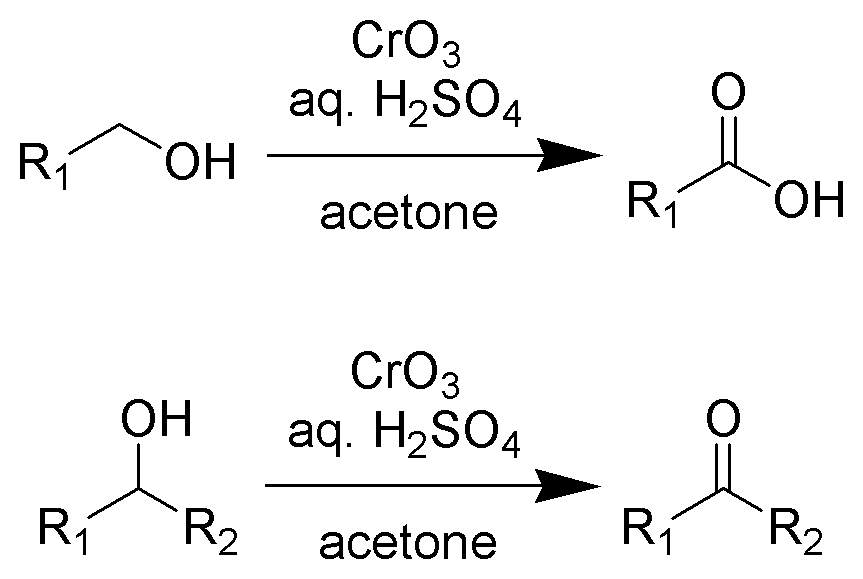
Schema dell'ossidazione di Jones per alcoli primari e secondari

L'ossidazione di Jones è una reazione chimica di ossidazione che trasforma alcoli primari e secondari rispettivamente in acidi carbossilici e chetoni. Prende il nome dal suo scopritore, Sir Ewart Jones. L'ossidante è il cromo(VI). In genere si utilizza una miscela di triossido di cromo e acido solforico in presenza di acetone e acqua. In alternativa il triossido di cromo può essere sostituito da dicromato di potassio. L'ossidazione è molto rapida, piuttosto esotermica, e la resa è generalmente elevata. I legami insaturi vengono ossidati solo raramente. Il triossido di cromo è utilizzato come ossidante anche nel reattivo di Collins, nel piridinio clorocromato e nell'ossidazione di Sarett.

## Stechiometria
L'ossidazione di Jones converte alcoli primari e secondari rispettivamente ad aldeidi e chetoni. A seconda delle condizioni di reazione l'ossidazione delle aldeidi può arrivare ad acidi carbossilici. La stechiometria richiede due moli di cromo(VI) per ossidare tre moli di alcool secondario a chetone:
2 HCrO4−  +  3 RR'C(OH)H  +  8 H+  +  4 H2O   →   2 [Cr(H2O)6]3+  +  3 RR'CO
L'ossidazione degli alcoli primari ad acidi carbossilici, passando per l'aldeide intermedia, richiede invece quattro moli di cromo(VI) per ogni tre moli di alcool primario:
4 HCrO4− + 3 RCH2OH + 16 H+ + 11 H2O → 4 [Cr(H2O)6]3+ + 3 RCOOH
Alla fine il cromo si ritrova come acquoione di Cr(III), di colore verde.

## Meccanismo
Il meccanismo è analogo a molti altri processi di ossidazione di alcoli con ossidi metallici. La reazione passa attraverso la formazione di un estere cromato, di formula CrO3(OCH2R)−, dove è presente un legame Cr–O–C e il cromo è nello stato di ossidazione +6:
CrO3(OH)− + RCH2OH → CrO3(OCH2R)− + H2O
Al pari di quanto avviene negli esteri convenzionali, la formazione dell'estere cromato è accelerata dalla presenza di acido. Questi esteri possono essere isolati usando alcoli terziari che non hanno l'idrogeno in α da eliminare per formare il carbonile. Ad esempio, con alcol t-butilico si può isolare il t-butilcromato, ((CH3)3CO)2CrO2, che è anch'esso un buon ossidante.
Come tutte le strutture che contengono un atomo di idrogeno sul carbonio adiacente ad un ossigeno, anche gli esteri cromato si degradano rilasciando il prodotto carbonilico (in questo caso l'aldeide) e una specie poco definita di cromo(IV):
CrO3(OCH2R)− → "CrO2OH−"  + O=CHR
L'ossidazione di alcoli parzialmente deuterati HOCD2R avviene circa sei volte più lentamente rispetto agli analoghi non deuterati. Questo forte effetto isotopico cinetico indica che lo stadio cineticamente determinante è la rottura del legame C–H (o C–D). La stechiometria della reazione implica la specie di Cr(IV) "CrO2OH−", che comproporziona con il triossido di cromo per formare un ossido di Cr(V), che pure funge da ossidante per l'alcol.
È stato proposto che l'ossidazione dell'aldeide proceda con formazione di intermedi tipo emiacetali, prodotti dall'addizione di O3CrO-H− sul legame C=O.

## Esempi e applicazioni
L'ossidazione di Jones è raramente utilizzata nell'industria, poiché l'ossido di cromo(VI) è molto tossico, carcinogeno e mutageno e anche i residui di cromo che ne risultano devono essere smaltiti in modo appropriato. Inoltre, l'ossidazione di Jones è una reazione con bassa economia atomica, poiché il rapporto tra il peso molecolare del prodotto desiderato (acido carbossilico o chetone) e quello di tutti i reagenti impiegati è molto sfavorevole. Per questi motivi l'ossidazione di Jones è stata lentamente rimpiazzata da altri metodi. In passato è stata impiegata in sintesi di laboratorio e in alcuni tipi di etilometro.